# Мителер Ребе
Мителер Ребе (идиш מיטעלער רבי‎ — «средний учитель»; наст. имя Дов Бер Шнеури, также известен как Адмур ха-Эмцаи) (24 ноября 1773 — 28 ноября 1827) — второй руководитель хасидского течения Хабад, принял руководство движением в 1813 году после смерти отца, рабби Шнеур Залмана из Ляд.

## Биография
Сын рабби Шнеура Залмана из Ляд и ребецн Стерны. В 1788 году женился на ребецн Шейне. В 1790—1791 годах руководил молодыми хасидами отца. В 1813 году, после смерти отца, сменил его на посту главы хасидов Хабад, и осенью того же года, в день рождения отца, переехал в Любавичи, сделав их новым центром Хабада.
В 1814 году организовал специальный совет по восстановлению разрушенных во время войны еврейских местечек.
В 1815 году добился выделения в Херсонской губернии земель для основания еврейских колоний и в последующие годы занимался их организацией.
В 1816—1817 годах основал общину Хабада в Хевроне, в Святой земле.
Летом 1817 года посетил созданные им поселения в Херсонской губернии.
Осенью 1826 года был арестован в Витебске по доносу, однако примерно через месяц был освобождён.
В 1827 году, когда стало известно о царском указе брать еврейских детей на воинскую службу, рабби Дов Бер поехал в Гадяч на могилу отца, чтобы молиться на святом месте об отмене этого указа. По дороге назад, в городе Нежин Черниговской губернии, он умер. В Нежине рабби Дов Бер и похоронен.

## Учение
Рабби Дов Бер продолжил и укрепил учение его отца, рабби Шнеура Залмана из Ляд. Его учение отличается от отцовского большей глубиной и детальностью, часто его сочинения (маамары, «речи») являются детальным разбором сочинений отца. В отличие от маамаров рабби Шнеура Залмана, отличавшихся относительной краткостью, маамары рабби Дов Бера обычно занимают десятки страниц.
Его сочинения обычно говорят о служении Б-гу через углублённое размышление, этого он требовал от своих хасидов — углублённого изучения Торы и хасидского учения, размышления об его идеях вплоть до полного объединения с ними. Он сам писал об этом так: «В этом и состоит всё моё стремление с самого детства, чтобы каждый из любимых мною, воистину ищущих слов Б-га Живого, чтобы установили они в душе своей свет вечной жизни, освещающий путь к главной цели — раскрытию Б-га в их душе» (Кунтрес Итпаалут)
В своих маамарах он описывает применения на деле принципов служения, рассматривая каждую идею под разными углами и приводя многочисленные примеры для облегчения понимания. Однако, иногда он рассматривает определённые идеи на очень тонком уровне, так, что человек, не натренированный в углублённом размышлении, затруднится понять суть.
Рабби Дов Бер писал упорядоченные книги по хасидизму, в отличие от других глав Хабада, большинство книг которых являются записями произнесённых устно речей. Среди хасидов принято считать, что каждая из его книг была нацелена на определённый круг хасидов, кроме двух («Шаарэй Ора» — «Врата Света» и «Шаар hайихуд» — «Врата Единства»), которые предназначались для всех хасидов для общего познания и изучения основ хасидского учения.